# Consistórios de Clemente V
Esta entrada reúne a lista completa dos concistórios para a criação de novos cardeais presidida pelo Papa Clemente V, com uma indicação de todos os cardeais criados sobre os quais há informação documental (24 novos cardeais em 3 consistórios). Os nomes são colocados em ordem de criação.

## 15 de dezembro de 1305
1. Pierre de la Chapelle Taillefer (falecido em maio de 1312)
2. Bérenger de Frédol, sênior (falecido em junho de 1323)
3. Arnaud de Canteloup (falecido em dezembro de 1313)
4. Pierre Arnaud de Puyanne, O.S.B. (falecido em setembro de 1306)
5. Thomas Jorz, O.P. (falecido em dezembro de 1310)
6. Nicolas de Fréauville, O.P., (falecido em janeiro ou fevereiro de 1323)
7. Etienne de Suisy (falecido em dezembro de 1311)
8. Arnaud de Pellegrue (falecido em agosto de 1331)
9. Raymond de Got (falecido em junho de 1310)
10. Guillaume Ruffat des Forges (falecido em fevereiro de 1311)

## 19 de dezembro de 1310
1. Arnaud de Falguières (falecido em setembro de 1317)
2. Bertrand des Bordes (falecido em setembro de 1311)
3. Arnaud Nouvel, O.Cist. (falecido em agosto de 1317)
4. Raimondo Guglielmo des Fargues (falecido em outubro de 1346)
5. Bernard de Garves (falecido em 1328)

## 23 de dezembro de 1312
1. Guillaume de Mandagout, Can.Reg.O.S.A. (falecido em novembro de 1321)
2. Arnaud d'Aux (falecido em agosto de 1320)
3. Jacques d'Euse (falecido em dezembro de 1334)
4. Bérenguer de Frédol (falecido em novembro de 1323)
5. Michel du Bec-Crespin (falecido em agosto de 1318)
6. Guillaume Teste (falecido antes de setembro de 1326)
7. Guillaume Pierre Godin, O.P. (falecido em junho de 1336)
8. Vital du Four, O.F.M. (falecido em agosto de 1327)
9. Raymond de Saint-Sever, O.S.B., (falecido em julho de 1317)